# Beilschmiedia crassa
Beilschmiedia crassa är en lagerväxtart som beskrevs av Sach.Nishida. Beilschmiedia crassa ingår i släktet Beilschmiedia och familjen lagerväxter. Inga underarter finns listade i Catalogue of Life.